# Nastri d'argento 1950
La 5ª edizione dei Nastri d'argento si è tenuta nel 1950.

## Vincitori

### Regista del miglior film
- Augusto Genina - Cielo sulla palude

### Migliore scenario (soggetto e sceneggiatura)
- Renato Castellani, Suso Cecchi D'Amico e Cesare Zavattini - È primavera

### Migliore fotografia
- Aldo Graziati per il complesso della sua opera

### Miglior commento musicale originale
- Roman Vlad per il complesso della sua opera

### Migliore scenografia
- Aldo Tomassini e Léon Barsacq - La bellezza del diavolo

### Miglior documentario
- L'amorosa menzogna - regia di Michelangelo Antonioni

### Regista del migliore film straniero
- Laurence Olivier - Enrico V (The Chronicle History of King Henry the Fift with His Battell Fought at Agincourt in France)

### Migliore attrice straniera
- Olivia de Havilland - La fossa dei serpenti

### Migliore attore straniero
- Michel Simon - La bellezza del diavolo